# Leucostoma obscuripennis
Leucostoma obscuripennis är en tvåvingeart som beskrevs av Johann Wilhelm Meigen 1838. Leucostoma obscuripennis ingår i släktet Leucostoma och familjen parasitflugor. Inga underarter finns listade i Catalogue of Life.